# Aline Murray Kilmer

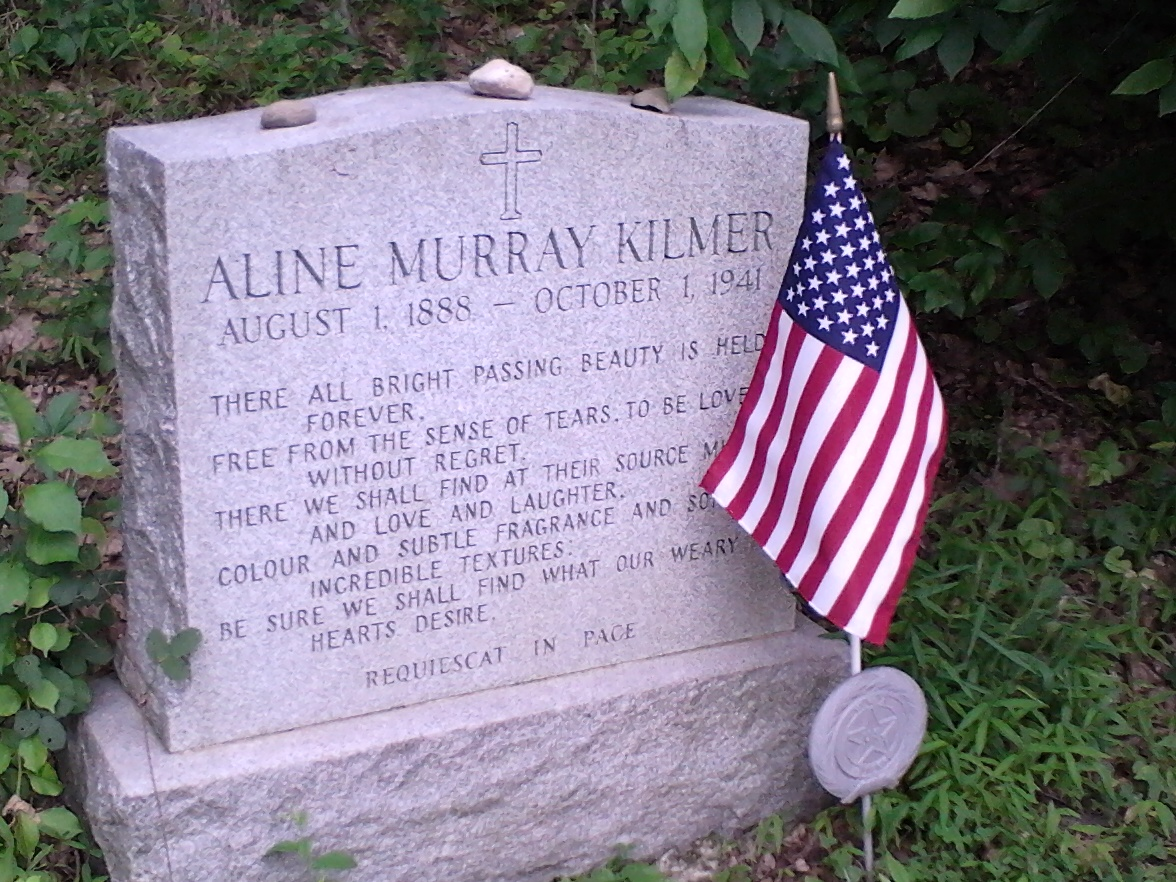
Grobowiec poetki

Aline Murray Kilmer (ur. 1 sierpnia 1888 w Norfolk w stanie Wirginia, zm. 1 października 1941 w Stillwater Township) – amerykańska pisarka, autorka książek dla dzieci, eseistka i poetka.

## Życiorys
Autorka urodziła się w Norfolk w stanie Wirginia jako Aline Murray, córka Kentona C. Murraya, wydawcy czasopisma Norfolk Landmark i jego żony, poetki Ady Foster Murray. Aline uczęszczała do Rutgers College Grammar School (obecnie Rutgers Preparatory School) w mieście New Brunswick w stanie New Jersey i do Vail-Deane School w miejscowości Elizabeth (również w New Jersey). 9 lipca 1908 roku poślubiła swojego kolegę ze szkoły Alfreda Joyce’a Kilmera, który był dziennikarzem i poetą. Para miała piątkę dzieci: Kentona Sinclaira (1909-1995), Rose Kilburn (1912-1917), Deborah Clanton(1914-1999), Michaela Barry’ego (1916-1927) i Christophera (1917-1984).
W czasie choroby Rose, cierpiącej na chorobę Heinego-Medina (polio) pisarka razem z mężem przeszła na katolicyzm. Mąż Aline został zmobilizowany i zginął w czasie drugiej bitwy nad Marną 30 lipca 1918 roku w pobliżu wioski Seringes-et-Nesles nad rzeką Ourcq.

## Twórczość
Po śmierci męża Aline zaczęła pisać i publikować książki dla dzieci i wiersze. Wydała książki Candles That Burn (poezje, 1919), Vigils (poezje, 1921), Hunting a Hair Shirt and Other Spiritual Adventures (eseje, 1923), The Poor Kings Daughter and Other Verse (poezje, 1925), Emmy, Nicky and Greg (dla dzieci, 1927), A Buttonwood Summer (dla dzieci, 1929) i Selected Poems (1929). Zmarła w mieście Stillwater Township w stanie New Jersey.